# 劇評 (雑誌)
『劇評』（げきひょう）は、日本の演劇雑誌。これまでに同じ名前を持つ雑誌が四種発刊されている。

## 劇評（武智鉄二）
1939年（昭和14年）４月、月刊誌として創刊され、1940年３月までに計12冊が刊行された。武智鉄二の編集・発行による個人雑誌であったものの、第３号以降は文楽研究家の鴻池幸武をはじめ、野間宏、岡田蝶花形が寄稿し、評論の内容も歌舞伎・文楽から宝塚歌劇や新劇まで及ぶ、幅広いものだった。特に武智の忌憚のない自由自在の論調が特徴で、児玉竜一も「既成概念にとらわれない激烈な批評で評判となった」と評している。
1939年10月以降、鴻池とともに武智が『浄瑠璃雑誌』へと活動の場を移していったことによって、発展的解消という形で廃刊したとされている。

## 劇評（第一書店・劇評社）

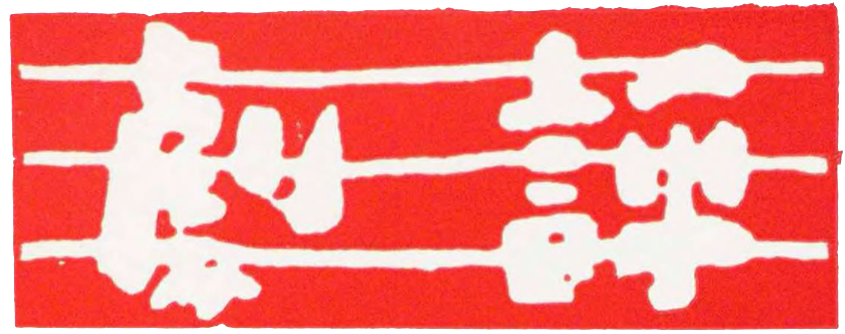
『劇評』（第一書店・劇評社）のロゴタイプ

1950年４月創刊、1959年９月終刊の月刊誌。判型はB5判。歌舞伎座の向いにあり、『劇評』以前から歌舞伎関係の図書を刊行していた第一書店が母体となり発刊、店でアルバイトをしていた依光孝明と松井敏明が編集に当たり、特に依光は写真も担当した。1954年９月には劇評社として独立した。
主として歌舞伎を扱う雑誌であり、「「その月の芝居をその月に」をモットー」として、月々の歌舞伎公演の期間内である毎月15日（後に18日）に発刊し、公演初日に撮影した舞台写真や、その月の劇評を掲載したのが特色だったとされる。
また、劇場で売ることを主眼とし、歌舞伎座の筋書と同程度の価格設定としており、『演劇界』等、他の演劇雑誌の半分以下の値段であったこともあって、学生や若いサラリーマンを中心に多くの読者を獲得した。各号の内容は主に「一幕見の時間表とその入場料」、「主なる劇場の演しものと配役」、「演目解説」や劇評などからなっていた。殊に劇評は辛口で有名で、劇場で販売を禁止されることもあった。
このように比較的頁数が少ないため、安価で、月の半ばまでには速報的に発行されるという特徴が読者層の獲得に効果的だった反面、発行日が遅くなったり、価格の改訂の話題が誌面に掲載されたりした際には、読者からの抗議・反対の声が寄せられた。
毎月の雑誌の刊行に加えて、別冊として歌舞伎俳優の名鑑を出版したほか、創刊から３年後の1953年８月からは有料の読者組織として「劇評友の会」を設け、定期的に「舞台稽古見学会」や「観劇会、ハイキング、俳優さんや劇評家、裏方さんなどを囲む会、故名優のレコード観賞会」といった企画を実施していた。「劇評友の会」は『劇評』本誌とは別に『劇評友の会会誌』という冊子も発行していた。
松井によれば、雑誌としての「最盛期は二十七、八年、菊五郎劇団の黄金時代」で、「三十年まではよかったのが、三十一年頃から、歌舞伎自体だんだん傾きかけて来て」、雑誌も売れなくなっていったという。最終的には平常通りの誌面だった1959年の10月号に休刊の挨拶文が挟まれる形で廃刊となった。
依光はのちに読売新聞芸能記者となり、松井は国立劇場芸能調査室長となったほか、執筆陣として戸板康二、安藤鶴夫、利倉幸一、大木豊らが協力した。
表紙を含め、７代目市川海老蔵と６代目中村歌右衛門の写真や記事が多く、雑誌としての特定の役者贔屓が明確で、ファン雑誌としての要素もあったとされる。毎月掲載される写真のうち、劇評社で撮影した画像については、希望者に販売するサービスも行っていた。

## 劇評（清水一朗）
宇都宮市職員だった清水一朗が1977年から2000年まで編集にあたっていたミニコミ・同人誌で、直接の購買者のみへ頒布されていた。ひとつの公演についての複数人による劇評を載せたことや、数名の雑誌同人による合評会記事が特色とされ、辛口の舞台評でも知られていた。

## 劇評（木挽堂書店）
2022年４月、前の月に『演劇界』が休刊し、「歌舞伎の上演を「劇評」の形で記録して来た紙媒体の途絶」という状況の中、復刊までの「つなぎ」となるよう、古書店である木挽堂書店によって発刊された月刊誌。発行部数は500部ほど。『演劇界』の内容の中でも特に劇評部分を引き継ぐことを目標としており、大学教授や演劇評論家による劇評・コラム・歌舞伎界の動向などの記事から成っている。同一の公演に対して２人の劇評を載せるなど異なる視点を示す点に工夫が認められている。

## 年表
- 1939年 - 武智鉄二による個人雑誌『劇評』の創刊
- 1940年 - 個人雑誌『劇評』の終刊
- 1945年 - 歌舞伎座が全焼
- 1950年 - 第一書店による『劇評』の創刊
- 1951年 - 歌舞伎座での歌舞伎公演が再開
- 1959年 - 第一書店による『劇評』の休刊
- 1977年 - 清水一朗による『劇評』の創刊。以降2000年まで、不定期[19]に刊行。
- 2022年 - 『演劇界』の休刊。木挽堂書店による『劇評』の創刊。